# 金星实地探测器
金星现场探测器（英語：Venus In Situ Explorer，缩写为VISE）是2003年来由“行星科学十年测量”提出的着陆器任务概念，作为一艘太空探测器，旨是在通过登陆金星并进行科考来回答基本科学问题。
塞维任务概念曾多次作为备选提案，参与过美国宇航局竞争性任务的竞选，包括在第二、第三和第四次新疆界任务的遴选，然而，迄今为止所有的维塞任务提案都未获得成功。

## 概述
金星的研究对于了解类地行星演化，理解金星和地球如何变的相异，以及弄清行星何时以及是否发展出宜居的环境至关重要。在行星表面，金星实地探险器将工作数小时，获取并描述地表岩芯样本特征，以研究未被极恶劣表面条件所风化的原始岩石样本。此外，该探测器还将测定地表成分和矿物类型并释放一只短寿型气球来测量云层中的风。
搭载的科考设备包括摄相机、光谱仪、中性质谱仪、气象探测包和其他测定矿物和表面结构的仪器，它可能采用一种新的大气层进入机制，一种机械式操纵的气动减速器，被称为“自适应可展开进入和定位技术”

## 未成功的提议
维塞任务概念在2003年被确定为美国宇航局第二次“新疆界计划”任务中四个备选方案之一  ，但该提案未进入最终的遴选阶段。
2009年，在第三次新边疆任务竞选中，维塞任务概念再次成为八个候选方案之一，以维塞方案提出的一项“表面和大气层地球化学探测器(SAGE) 提议最终落选
在2024年第四次新疆界候选任务中，维塞任务为六个入选方案之一。美国航天局提交和审查的12项提案中，有3项与该方案有关：两项着陆器提案—金星实地成分调查(VICI)和金星实地大气层和地球化学探索器(VISAGEO)，以及其支持者声称能取得类似科学成果的轨道飞行器—金星起源探索器(VOX)，但最终这三项提案都未进入最后的入围名单。

## 另请参阅
- 金星-D，一艘俄罗斯着陆器
- 与大气层有关的提案 
  - 金星大气层可操纵平台 (VAMP)